# Eva Hoffman
Eva Hoffman, rozená Ewa Wydra (* 1. července 1945, Krakov) je polsko-americká spisovatelka a historička židovského původu. Žije v Londýně.

## Život
Eva Hoffman se narodila v Krakově v Polsku, krátce po druhé světové válce. Její rodiče, Boris a Maria Wydrovi, přežili holokaust tím, že se ukryli v lesním bunkru a poté byli ukryti polskými a ukrajinskými sousedy. V roce 1959, ve věku 13 let, emigrovala se svými rodiči a sestrou do Vancouveru v Britské Kolumbii. Po absolvování střední školy získala stipendium a studovala anglickou literaturu na Rice University v Houstonu v Texasu, Yale School of Music a Harvardovu univerzitu, na které v roce 1975 získala titul Ph.D.
Poté byla profesorkou literatury a tvůrčího psaní na různých institucích, jako je Kolumbijská univerzita, University of Minnesota, Tufts University, City University of New York. Od roku 1979 do roku 1990 pracovala jako redaktorka a spisovatelka v The New York Times, jako zástupkyně redaktora Arts and Leisure a hlavní redaktorka Book Review.
Ve svých memoárech z roku 1989 s názvem Lost in Translation sděluje své zkušenosti s přistěhovalectvím do Ameriky.

## Dílo
- Lost in Translation: Life in a New Language (1989)
- Exit into History: A Journey Through the New Eastern Europe (1993)
- Shtetl: The Life and Death of a Small Town and the World of Polish Jews (1997)
- The Secret: A Fable for Our Time (2002)
- After Such Knowledge: Memory, History and the Legacy of the Holocaust (2004)
- Illuminations. A Novel (2008), US: Appassionata (2009)
- Time: Big Ideas, Small Books (2009)
- How to Be Bored (2016)
- On Czeslaw Milosz (2023)